# Wróbliczka zielonorzytna
Wróbliczka zielonorzytna (Forpus passerinus) – gatunek małego ptaka z rodziny papugowatych (Psittacidae). W Polsce jest też znana jako wróbliczka lub papużka zielonogrzbietowa. Występuje w północnej części Ameryki Południowej oraz na niektórych wyspach Antyli (na większość z nich została introdukowana). Nie jest zagrożona wyginięciem. Coraz częściej spotykana w hodowlach.

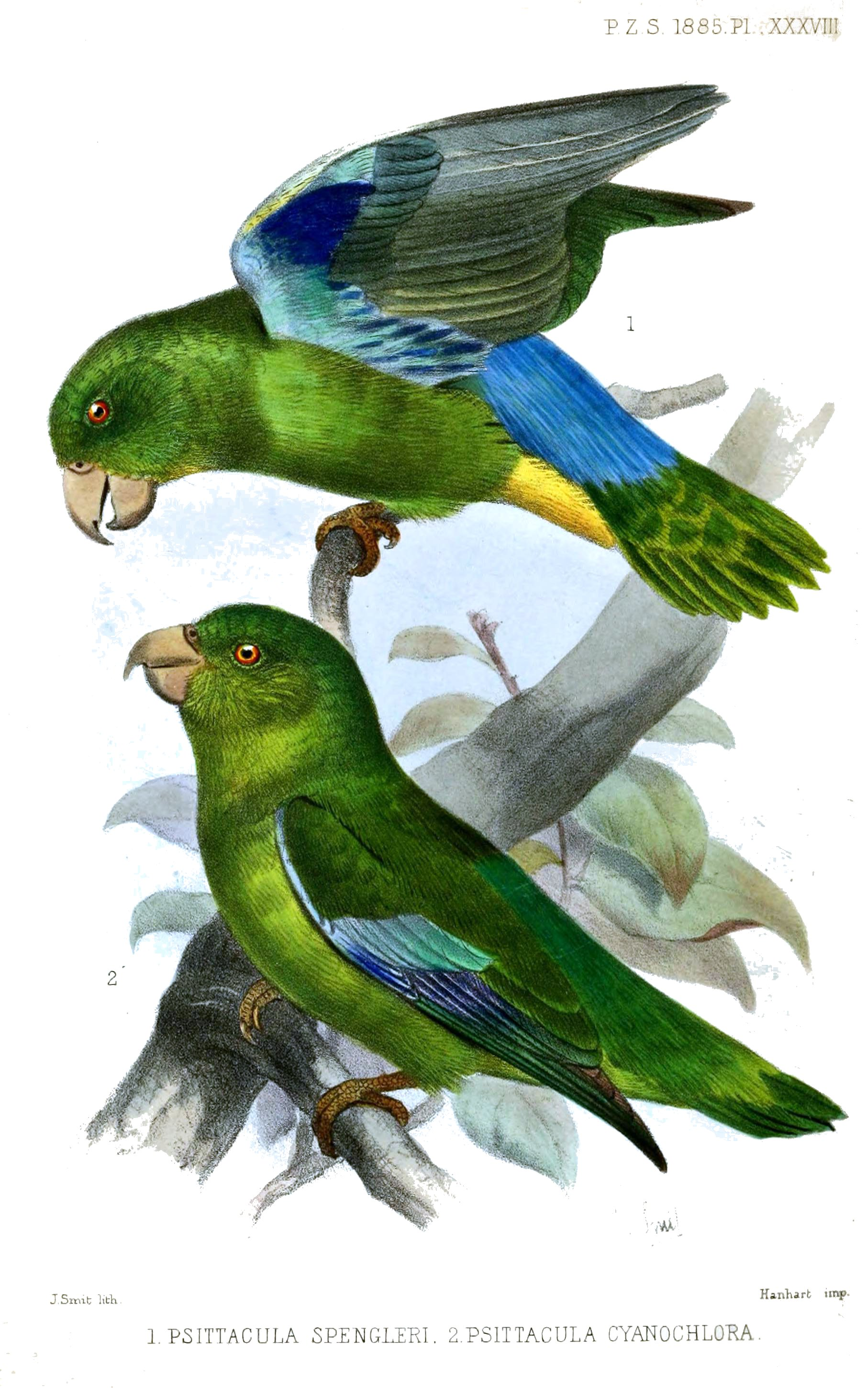
U góry wróbliczka niebieskorzytna, u dołu zielonorzytna; rycina z 1885 roku

## Podgatunki i zasięg występowania
Obecnie wyróżnia się pięć podgatunków F. passerinus:
- F. p. cyanophanes (Todd, 1915) – północna Kolumbia
- F. p. viridissimus (Lafresnaye, 1848) – północna Wenezuela, Trynidad; introdukowana na Curaçao i Tobago, prawdopodobnie także na Jamajkę i Barbados[5].
- F. p. passerinus (Linnaeus, 1758) – region Gujana; introdukowana na Martynikę, ale populacja się tam nie utrzymała[5].
- F. p. cyanochlorus (Schlegel, 1864) – Roraima (północna Brazylia)
- F. p. deliciosus (Ridgway, 1888) – dolny bieg Amazonki (Brazylia)

Za podgatunek wróbliczki zielonorzytnej niekiedy uznawano też wróbliczkę niebieskorzytną (F. spengeli) – przez wiele lat był to takson o niepewnej pozycji taksonomicznej, przez część autorów uznawany za osobny gatunek, przez innych za podgatunek wróbliczki niebieskoskrzydłej (F. xanthopterygius) lub wróbliczki Taczanowskiego (F. crassirostris). W 2021 za osobny gatunek uznał wróbliczkę niebieskorzytną South American Classification Committee (SACC) i tak też jest ona obecnie klasyfikowana przez inne ornitologiczne autorytety.

## Morfologia
WyglądSamiec nieznacznie różni się od samicy, różni je jedynie ubarwienie skrzydeł. Skrzydła samców mają fioletowo-niebieskie lotki i błękitne łokcie, u samic skrzydła są całkiem zielone.
Wymiary
- długość ciała: na ogół 12 cm[5]
- masa ciała: 20–28 g[5]

## Ekologia i zachowanie
ŚrodowiskoOd terenów suchych, porośniętych krzewami, poprzez lasy na brzegach rzek aż po głęboką dżunglę.
Tryb życiaW naturze żyją w dużych stadach. W niewoli mogą mieszkać z innymi gatunkami papug.
GniazdoGniazda budują głównie w dziuplach drzew.
JajaSamica znosi 3–6 jaj i wysiaduje je przez 19–21 dni.
PisklętaPo ok. 5 tygodniach od chwili wyklucia opuszczają gniazdo. Są karmione przez rodziców jeszcze przez ok. 2–3 tygodnie.
PożywienieW naturze zjada przeważnie drobne nasiona (w tym traw), a także kwiaty, pąki, jagody i inne owoce. W niewoli należy je karmić kanarem, nasionami słonecznika, łuskanym owsem, zielonkami, marchwią, jabłkami, namoczonymi suszonymi figami, w okresie karmienia młodych podaje się też mieszankę jajeczną, skiełkowany owies i biszkopty.

## Status
Międzynarodowa Unia Ochrony Przyrody (IUCN) uznaje wróbliczkę zielonorzytną za gatunek najmniejszej troski (LC – Least Concern) nieprzerwanie od 1988 roku. Liczebność światowej populacji nie została oszacowana, ale ptak ten opisywany jest jako pospolity. BirdLife International ocenia trend liczebności populacji jako spadkowy ze względu na utratę siedlisk spowodowaną wylesianiem oraz podatność gatunku na polowania/chwytanie do niewoli.